# حلا شيحة
حلا شيحة (23 فبراير 1980 -)، ممثلة مصرية.

## عن حياتها
هي من أم لبنانية اسمها نادية زيتون، وأب مصري. ولدت في الإسكندرية ولها 3 شقيقات هم «رشا» و هنا شيحة ومايا وهي ابنة الفنان التشكيلي أحمد شيحة.
كان أول مسلسل لها مع الفنان حسين فهمي (كلمات). كان فيلم ليه خلتني أحبك هو أول افلامها ثم بعد ذلك السلم والثعبان ثم اللمبي الذي حقق نجاحا كبيرا. عملت في فيلم عريس من جهة امنية أمام الفنان عادل إمام. ثم ارتدت الحجاب وظهرت بالحجاب مع الفنان عامر منيب في فيلم كامل الأوصاف.

### اعتزالها والعودة
تزوجت من أحد أعضاء فريق وسط البلد هاني عادل ولكن الزواج لم يدم طويلا وتم الطلاق. بعد ذلك، أعلنت اعتزالها الفن وارتدت النقاب وتزوجت من كندي كان قد اعتنق الإسلام قبل زواجهم بعدة سنوات و أقامت مع زوجها حينئذ في الإسكندرية ثم هاجرا إلى كندا وأنجبت منه 4 أبناء (ولدين وابنتين). ذكرت تقارير صحفية في مايو 2014 أنها بدأت العمل كداعية إسلامية في مركز ديني تقدم فيه عدد من الدروس بلا مقابل مادي.
في أغسطس 2018 أعلنت خبر خلعها للحجاب وعودتها للتمثيل بعد انقطاع عنه دام 12 عامًا وأكدت مشاركتها بأعمال قريبة وكانت أول مشاركة لها في الأعمال الفنية بعد خلعها الحجاب مسلسل زلزال بمشاركة محمد رمضان وماجد المصري.
في فبراير 2021 تم نشر خبر زواجها من المنتج معز مسعود

## أعمالها
- غاوي حب
- ليه خلتني أحبك
- السلم والثعبان
- سحر العيون
- اللمبي
- أريد خلعا
- عريس من جهة أمنية
- تايه في أمريكا
- كامل الأوصاف
- زلزال[6]
- خيانة عهد
- مش أنا
- إمبراطورية م

## وصلات خارجية
- حلا شيحة على موقع IMDb (الإنجليزية)
- حلا شيحة على موقع الدهليز
- حلا شيحة على موقع قاعدة بيانات الأفلام العربية
- حلا شيحة على موقع قاعدة بيانات الفيلم (الإنجليزية)